# Franco Cabrera
Franco Angelo Cabrera Torres (Santiago del Cile, 1º maggio 1983) è un calciatore cileno, portiere del Concón National.